# Bema (Vangaindrano)
Bema est une commune urbaine malgache située dans la partie centre de la région d'Atsimo-Atsinanana.